# 서멧
서멧(cermet)은 세라믹과 금속 물질들로 구성된 복합 재료이다. 초내열성의 특징을 보인다.
고온의 저항과 내마모성이 높은 세라믹과 플라스틱 변형에 견딜 수 있는 금속의 분말을 배합하여 소결함으로써 구성할 수 있다. 이 금속은 산화물, 붕화물, 탄화물의 결합자로서 사용된다. 일반적으로 사용되는 금속 원소는 니켈, 몰리브데넘, 코발트가 있다. 금속의 물리적 구조애 따라 서멧은 금속 매트릭스 복합재(MMC)일 수 있으나 서멧은 보통 부피 중 금속이 차지하는 비율은 20% 미만이다.

## 역사[1]
제2차 세계 대전 이후 고온의 견고한 재료의 개발이 필요했다. 전쟁 중에 독일의 과학자들은 합금의 대체재로서 산화염기 서멧을 개발했다. 신형 제트 엔진과 고온 터빈날개의 고온 부분을 위해 서멧을 사용하기에 이르렀다.
"서멧"이라는 단어는 미국 공군이 두 물질 metal(금속)과 ceramic(세라믹)의 결합이라는 아이디어에서 착안하여 만든 것이다.

### 서멧의 생산 (Helipot Division of Beckman Instruments, 1966년)[2]

1. 동석(Steatite) 성분의 무게를 잰다
2. 동석 과립화 과정
3. 동석 칩(chip) 압착
4. 동석 칩의 고온 가열
5. Beckman Model 61 Potentiometer (서멧 스크리닝)
6. 서멧의 최종 가열
7. 전기저항 검사
8. 최종 조립

## 같이 보기
- 핵연료
- 핵연료 주기

## 추가 문헌
- Tinklepaugh, James R. (1960). 《Cermets》. New York: Reinhold Publishing Corporation. ASIN B0007E6FO4.